# Йозеф Папп де Яноші
Йозеф Лайош Папп де Яноші (1875, м. Кошиці, Словаччина — ?) — австро-угорський та український військовий діяч, підполковник.

## Життєпис
Народився 1875 у місті Кошиці (нині Словаччина). Етнічний угорець.
Під час Першої світової війни служив у 206-му полку польової артилерії. З 1 травня 1917 майор Генштабу австро-угорської армії.
З 14 листопада 1918 служив в УГА, з грудня — начальник штабу Другого корпусу УГА. Під час загального наступу армії генерала Галлера потрапив у полон, сидів у львівській в'язниці Бригідки, а згодом у таборі Стшалків. На початку 1920 після звільнення з ув'язнення зголошувався до станиці Української армії у Відні, був звільнений з служби. Згодом повернувся до Львова і подав заяву на отримання польського громадянства.
Колеги по службі характеризували Паппа де Яноші різко негативно, зокрема за словами генерала Мирона Тарнавського:
| Дивна людина був цей Папп. До нині не можу збагнути, чи він був у порозумінні з ворогом і лиш пакостив нам фальшивими стратегічними потягненнями, чи був типом легкодушного старшини, яких чимало можна було стрінути в кождій армії. Тямлю іронічну посмішку, що з'являлася на його устах, скільки лиш разів він почув, що десь там ворог збив якийсь наш відділ. Вже ця посмішка не могла будити до нього довір'я.[1] |
Був звинувачений у поразках УГА протягом листопада 1918 — січня 1919 :
| Звичайний підстаркуватий вже старшина з нахилом до чарки… без жадного фахового знання і енергії. Винен у поразках листопада 1918 — січня 1919.[2] |